# Світова антикомуністична ліга
Світова антикомуністична ліга (кит.: 世界反共聯盟憲章, англ. World Anti-Communist League, WACL) постала 1967 року в Тайбеї (Формоза).

## Історія
Членами ВАКЛ були антикомуністичні організації з понад 60 країн (до неї не входить російський «Народный Трудовой Союз»), серед інших були й українські: АБН і Ліга визволення України (у конференціях ВАКЛ беруть також участь українці як представники Європейської Ради Свободи й Американської Ради для Світової Свободи).
ВАКЛ відстоювала право на самостійність всіх народів (між іншими ухвалює резолюції в обороні прав українського народу та українських політичних в'язнів). Постійними делегатами ВАКЛ були Ярослав Стецько, Лев Добрянський, Ярослава Стецько. У створеній 1968 при ВАКЛ Світовій Антикомуністичній Лізі Молоді брали участь представники СУМ.
Нині організація іменується Світовою лігою за свободу та демократію.